# Obraz Matki Bożej Nieustającej Pomocy w Wadowicach
Matka Boża Nieustającej Pomocy w Wadowicach – wizerunek Maryi z dzieciątkiem Jezus znajdujący się na ołtarzu w kaplicy bocznej Bazyliki Ofiarowania Najświętszej Maryi Panny w Wadowicach, otoczony kultem religijnym.

## Historia
Obraz został namalowany przez nieznanego malarza. Początek kultu Matki Bożej Nieustającej Pomocy w Wadowicach sięga przełomu XIX i XX wieku. W 1897 w dniach 16-27 października o.o. redemptoryści wprowadzili misje parafialne. W 1929 r., z inicjatywy ks. proboszcza Leonarda Prochownika zbudowany został nowy ołtarz dla słynącego łaskami wizerunku, jego twórcami byli pochodzący z Wadowic rzeźbiarz i malarz Adolf Kłosowski, i jego pomocnik Juliusz Zończyk. W 1955 r. rozpoczęto w kościele odprawianie tzw. nieustającej nowenny, która do dzisiaj jest odmawiana w każdą środę. Obraz został koronowany przez Jana Pawła II podczas jego wizyty w Wadowicach 16 czerwca 1999 r. Karol Wojtyła otaczał wizerunek wielką czcią – modlił się przed nim codziennie, kiedy szedł do szkoły. Obok obrazu znajduje się złoty papieski różaniec ofiarowany przez Jana Pawła II. W 2015 r. wadowiccy pielgrzymi, na Jasną Górę w Częstochowie, przywieźli ze sobą i ofiarowali Matce Bożej specjalny dar serca w podzięce za pontyfikat św. Jana Pawła II: złotą różę.

## Opis
Obraz Matki Bożej Nieustającej Pomocy w wadowickiej bazylice został namalowany na płótnie, jest kopią obrazu Matki Bożej znajdującego się w kościele redemptorystów pw. św. Alfonsa Liguori w Rzymie. Wadowicki obraz różni się od rzymskiego oryginału przede wszystkim dziewczęcą urodą twarzy Najświętszej Maryi Panny. Maryja ubrana jest w czerwoną tunikę oraz granatowy płaszcz z zieloną podszewką. Czoło i włosy Matki Bożej okrywa welon, na którym w środkowej części znajduje się złota gwiazda. Maryja na lewej ręce trzyma Dzieciątko Jezus, które obie rączki składa w prawej dłoni matki. Prawa dłoń Matki Bożej wskazuje na Zbawiciela – dlatego ikonę tą zalicza się do typu Hodigitria (Hodegetria), czyli „Wskazująca Drogę” – a tą Drogą jest Jezus. Mały Jezus tuli się do Maryi, ale główkę odwraca na zewnątrz – ku ludziom. Maryja natomiast lekko przechyla głowę w stronę Dzieciątka Jezus. Z prawej nóżki Jezusa opada sandał, odkrywając bosą stopę Dzieciątka. Na wysokości głowy Maryi, po obu stronach ukazani są święci archaniołowie – Archanioł Gabriel (z prawej strony) niosący krzyż i cztery gwoździe oraz Archanioł Michał (z lewej strony) trzymający włócznię, trzcinę z gąbka i naczynie z octem. U dołu obrazu znajduje się łaciński napis S. Maria de Perpetuo Succursu – czyli Matka Boża Nieustającej Pomocy.

## Galeria

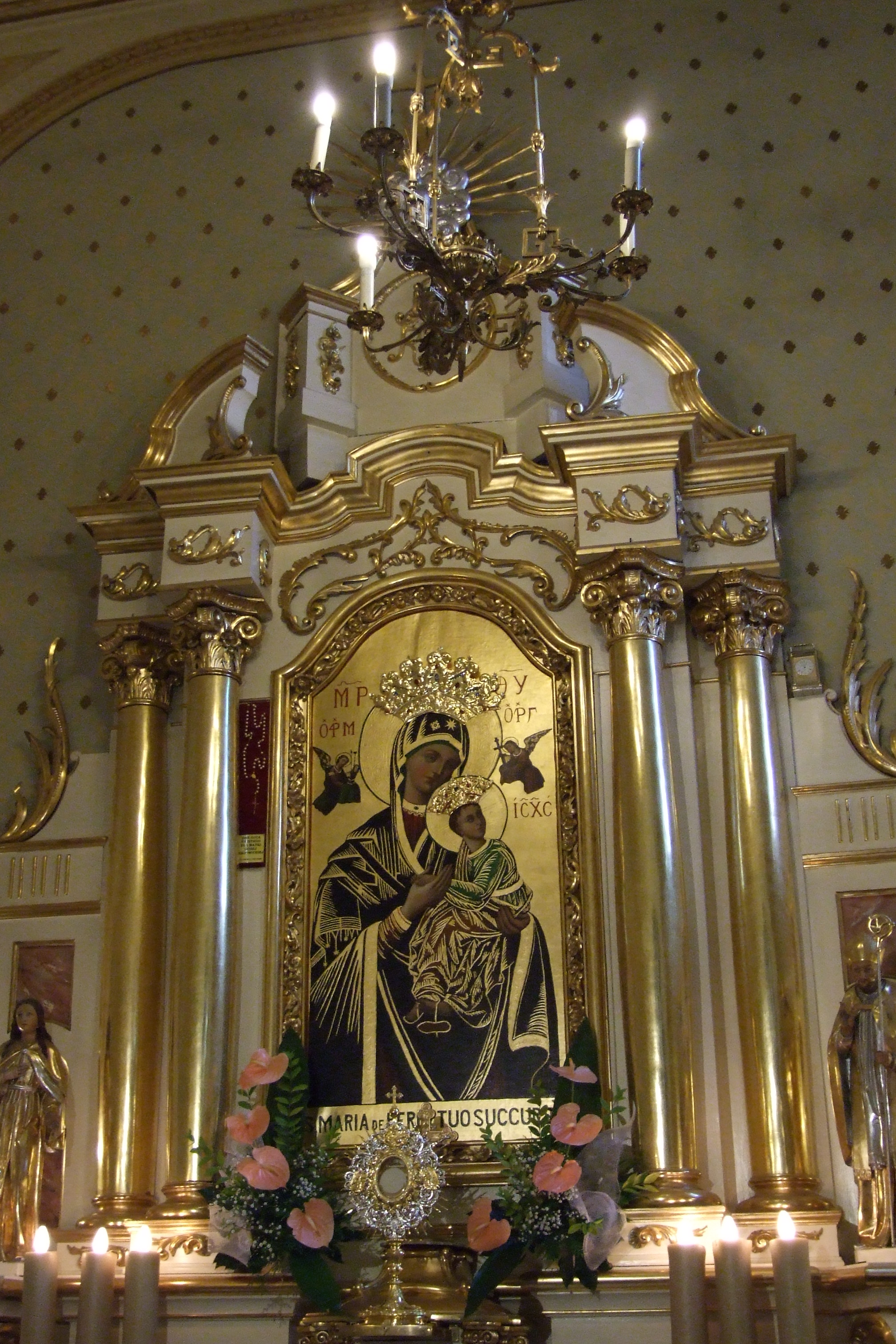
Ołtarz w kaplicy bocznej z 1929, w którym znajduje się obraz
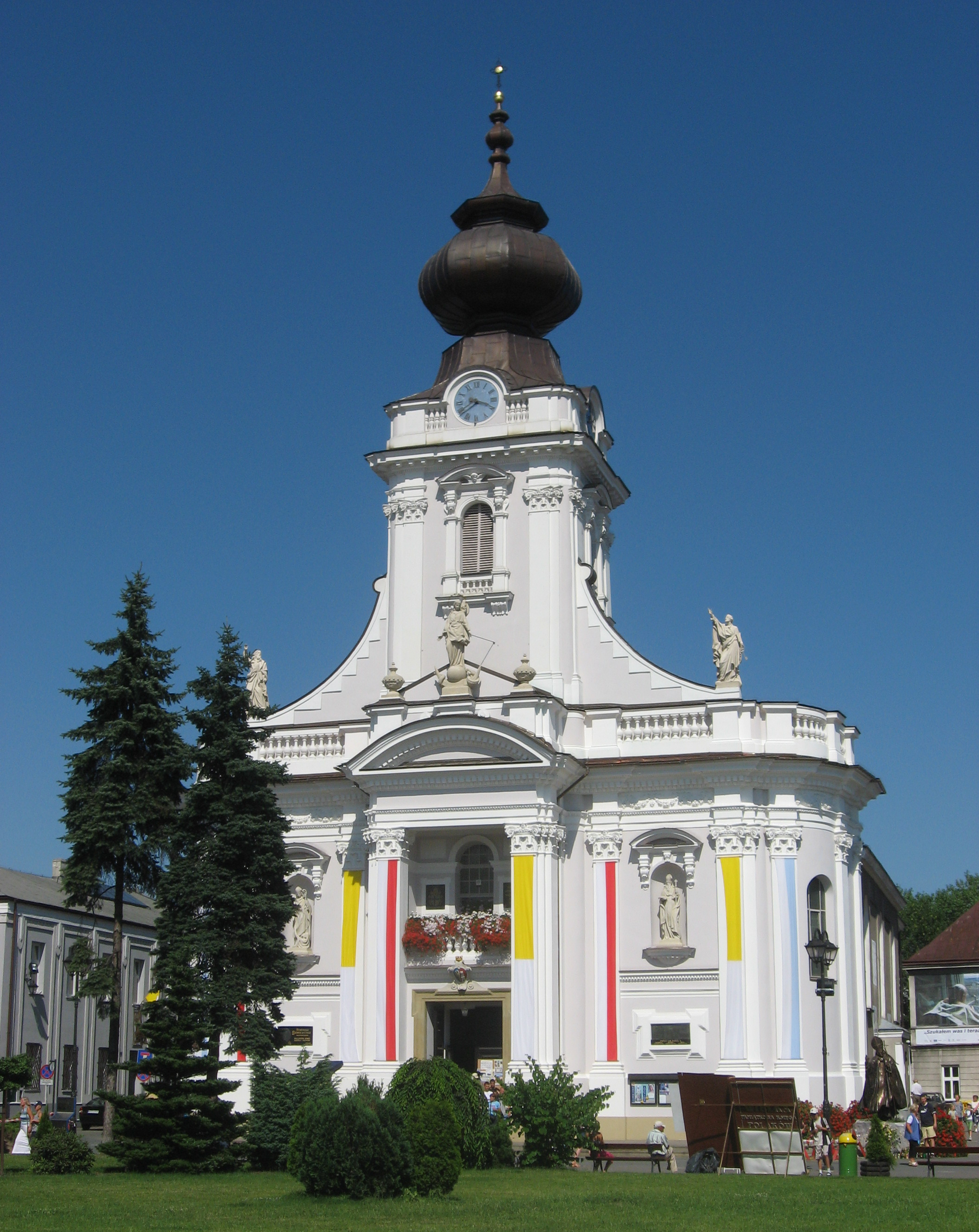
Bazylika, w której znajduje się obraz Matki Bożej Nieustającej Pomocy